# Guy Soulié
Guy Soulié född 12 oktober 1920 i Aiguillon Frankrike, död 24 april 2015 i Courpiac, Frankrike, var en fransk astronom.
Han var verksam vid Bordeauxobservatoriet.
Minor Planet Center listar honom som G. Soulie och som upptäckare av 2 asteroider.
Asteroiden 13226 Soulié är uppkallad efter honom.

## Asteroider upptäckta av G Soulié
| 1736 Floirac   | 6 september 1967 |
| 1918 Aiguillon | 19 oktober 1968  |